# Adolph Olson Eberhart
Adolph O Eberhart, född Olof Adolf Olsson 30 juni 1870 i Frykerud i Stora Kils socken, död 6 december 1944 i Savage Hennepin i Minnesota, var en svensk-amerikansk politiker.
Eberhart kom 1882 till Minnesota där hans föräldrar och syskon kommit 1881. Familjen flyttade senare till Nebraska. Eberhart studerade vid Gustavus Adolphus college i S:t Peter i Minnesota, där han ändrade sittitt efternamn. Han gifte sig med Adele Koke och bedrev senare advokatverksamhet i Mankato 1898-1903. Han var viceguvernör i Minnesota 1906-1909, guvernör 1909-1915 och ägnade sig därefter uteslutande åt advokat- och affärsverksamhet. Eberhart tillhörde det republikanska partiet.